# Organizmy kopalne
Organizmy kopalne – wymarłe organizmy poznane dzięki skamieniałościom. Są to najczęściej szczątki organizmów żyjących miliony lat temu. Takie świadectwa kopalne (paleontologiczne) są bezpośrednimi dowodami ewolucji biologicznej. Ich analiza pozwala na rekonstrukcję (odtworzenie) wyglądu wymarłych organizmów. Ponadto umożliwia spekulacje na temat ich trybu życia, migracji czy powiązań ekologicznych. Najwięcej czasu badacze poświęcają analizie szczątków „brakujących ogniw”, które są formami przejściowymi między gatunkami dzisiejszymi i prehistorycznymi.
Sposoby zachowania szczątków:
1. fosylizacja (skamienienie)
2. odciski pomiędzy dwiema warstwami osadu
3. ośródki – naturalne odlewy szczątków